# Volcana (Marvel Comics)
Volcana il cui vero nome è Marsha Rosenberg, è un personaggio dei fumetti, creato da Jim Shooter (testi) e Mike Zeck (disegni), pubblicato dalla Marvel Comics. La sua prima apparizione avviene in Marvel Super Heroes: Secret Wars (vol. 1) n. 3 (luglio 1984).

## Biografia del personaggio
Marsha Rosenberg è nata e cresciuta in un sobborgo di Denver, Colorado.
L'infanzia di Marsha si dimostrò socialmente difficile, fra l'imbarazzo dei suoi coetanei per l'eccessivo sovrappeso. L'unica amicizia vera su cui poteva contare era Mary "Skeeter" MacPherran, anch'essa non molto popolare tra i giovani ma per il problema contrario: era pelle e ossa e veniva da un ambiente povero.
Le due amiche lavoravano come commesse per arrotondare ma erano costantemente derise e umiliate dalla ricca e spocchiosa Vanessa Ashwood. A Denver nel frattempo faceva le sue prime apparizioni la seconda Donna Ragno e Marsha notò che i suoi capelli erano dello stesso colore di Mary. Così Marsha sparse la voce falsa che la vera Donna Ragno fosse Mary, che vide la sua popolarità crescere notevolmente tra i suoi coetanei, al punto che furono invitate a una festa di gala dalla spocchiosa Vanessa Ashwood. Durante la festa, Denver fu strappata dalla terra dal pericoloso Arcano per creare il pianeta Battleworld, ma la vera Donna Ragno salvò gli ospiti della festa intrappolati dai detriti. Vanessa e le sue amiche si resero conto dell'inganno di Mary e Marsha e le inseguirono nelle foreste di Battleworld.
Spaventate dalla furia di Vanessa, si nascosero nella foresta e incontrarono il Dottor Destino che era alla ricerca di reclute per il suo esercito di supercriminali per combattere i supereroi, così offrì alle ragazze la possibilità di ottenere superpoteri. Utilizzando le tempeste di energia di un feroce alieno, Destino modificò geneticamente le due ragazze, trasformando Marsha in Volcana e Mary in Titania.
In seguito Volcana si troverà a combattere contro She-Hulk. Volcana sviluppò una storia d'amore con Owen Reece Molecola. Quando Molecola venne ferito in battaglia dagli X-Men, Marsha fece un accordo con Incantatrice per salvarlo, in cambio di tutto quello che lei avrebbe voluto.

### Guerre Segrete II
A differenza della sua amica, Titania divenne una supercriminale a tempo pieno.
Dopo le Guerre segrete II, Volcana collaborò con i Fantastici quattro per liberare Molecola da un cubo cosmico di Arcano e con i Vendicatori e Silver Surfer per riparare ai danni dello stesso.

## Poteri e abilità
Volcana ha la capacità di trasformare il suo corpo in tre forme distinte vulcaniche.
Nella forma di Plasma può proiettare raffiche di 5.000 Fahrenheit di calore, fino a una distanza di 40 metri, Il suo corpo in questa forma è circondato da una corona di plasma surriscaldato, che si scioglie o brucia la maggior parte dei proiettili che lo toccano.
Nella forma di pietra ha una elevata resistenza al danno.
Volcana possiede una forza sovrumana che le permette di sollevare fino a 50 tonnellate.